# Смужник сірий
Сму́жник сірий (Ptiloprora plumbea) — вид горобцеподібних птахів родини медолюбових (Meliphagidae). Ендемік Нової Гвінеї.

## Поширення і екологія
Сірі смужники живуть у гірських тропічних лісах Центрального хребта Нової Гвінеї.